# Pico Pan de Azúcar (Georgias del Sur)
El Pico Pan de Azúcar (según la toponimia argentina) (en inglés: Mount Sugartop) es una montaña prominente, en parte cubierta de nieve, de 2325 m s. n. m. ubicada a unos 8 kilómetros al noroeste del Monte Paget en la cordillera de San Telmo en la isla San Pedro, la principal del archipiélago de las Georgias del Sur, en el océano Atlántico Sur, cuya soberanía está en disputa entre el Reino Unido el cual las administra como «Territorio Británico de Ultramar de las islas Georgias del Sur y Sandwich del Sur», y la República Argentina que las integra al Departamento Islas del Atlántico Sur, dentro de la Provincia de Tierra del Fuego, Antártida e Islas del Atlántico Sur.

## Etimología
El nombre de "pico Pan de Azúcar" ("Sugarloaf Peak") ha aparecido en mapas para este pico durante muchos años, pero la South Georgia Survey, después de su expedición topográfica de 1951 y 1952, informó que el nombre de "Monte Sugartop" estaba establecido a nivel local para este monte. Este último nombre en la toponimia inglesa se aprobó sobre la base de los usos locales.